# Hispasat 1A
El Hispasat 1A fue el primer satélite de comunicaciones del operador español Hispasat. Durante la mayor parte de su vida en activo estuvo ubicado en la posición orbital geoestacionaria 30° Oeste.

## Historia
Hispasat 1A e Hispasat 1B fueron los dos primeros satélites del sistema del operador español de comunicaciones por satélite. Con una doble misión, civil y militar, ofrecían servicios a operadores de telecomunicaciones y radiodifusión, tanto en Europa como en América y en el norte de África.
El Hispasat 1A fue lanzado en septiembre de 1992 y el Hispasat 1B en julio de 1993. Desde su posición orbital geoestacionaria de 30° Oeste por encima del Océano Atlántico y cerca de la costa brasileña, fue el primer sistema europeo de satélite para suministrar capacidad transatlántica, cubriendo simultáneamente todos los países de América Latina y los Estados Unidos, áreas que tienen mucho en común, tanto culturalmente como lingüísticamente. El sistema de satélites multimisión de Hispasat consistía en una flota de cuatro satélites, un centro de control de misión cerca de Madrid y dos centros para la carga útil.
La carga útil de banda X falló el 18 de diciembre de 1997. La vida útil prevista del satélite era de 10 años y expiró en 2002, pero el satélite permaneció activo hasta julio de 2003 y fue transferido a una órbita cementerio.

## Lanzamiento
El lanzamiento del satélite al espacio fue el 10 de septiembre de 1992 a bordo de un cohete  Ariane-44LP H10+, desde el  Centro Espacial de Kourou, en la Guayana Francesa, junto con el satélite Satcom C3. Tenía una masa de lanzamiento de 2.194 kg.

## Características
El Hispasat 1A estaba equipado con 16 transpondedores de banda Ku (más otros 6 de reserva) y 3 transpondedores de banda X (más otro de reserva) para proporcionar servicios de telecomunicaciones a Europa y América del Norte y del Sur. La carga de banda X fue usada en misiones gubernamentales principalmente por el Ministerio de Defensa para comunicaciones con las fuerzas españolas.
El satélite fue construido por Matra Marconi Space y la plataforma estaba basada en la versión Eurostar-2000 de la serie Eurostar.